# Elezioni parlamentari in Israele del settembre 2019
Le elezioni parlamentari in Israele del settembre 2019 si sono tenute il 17 settembre per eleggere i 120 membri della Knesset, il parlamento israeliano, per un periodo di quattro anni.
Dopo le elezioni dell'aprile dello stesso anno, Benjamin Netanyahu, il leader del partito vincente, non è riuscito a formare una coalizione di governo. Il 30 maggio la Knesset ha pertanto votato il proprio scioglimento così da impedire che Benny Gantz, leader del secondo partito più votato, potesse essere designato primo ministro.

## Risultati
| Blu e Bianco                                              | 1 151 214 | 25,95 | 33  |  |  |  |
| Likud                                                     | 1 113 617 | 25,10 | 32  |  |  |  |
| Lista Comune (Hadash - Balad - Ta'al - Lista Araba Unita) | 470 211   | 10,60 | 13  |  |  |  |
| Shas                                                      | 330 199   | 7,44  | 9   |  |  |  |
| Israel Beitenu                                            | 310 154   | 6,99  | 8   |  |  |  |
| Ebraismo della Torah Unito                                | 268 775   | 6,06  | 7   |  |  |  |
| Yamina                                                    | 260 655   | 5,87  | 7   |  |  |  |
| Partito Laburista Israeliano - Gesher                     | 212 782   | 4,80  | 6   |  |  |  |
| Unione Democratica (Meretz - YD - Movimento Verde)        | 192 495   | 4,34  | 5   |  |  |  |
| Otzma Yehudit                                             | 83 609    | 1,88  | –   |  |  |  |
| Tzomet                                                    | 14 805    | 0,33  | –   |  |  |  |
| Unità Popolare                                            | 5 946     | 0,13  | –   |  |  |  |
| Rosso e Bianco                                            | 4 358     | 0,10  | –   |  |  |  |
| Giustizia                                                 | 3 053     | 0,07  | –   |  |  |  |
| Destra laica                                              | 2 395     | 0,05  | –   |  |  |  |
| Altri <0,05%                                              | 12 538    | 0,28  | –   |  |  |  |
| Totale                                                    | 4 436 806 | 100   | 120 |  |  |  |
|                                                           |           |       |     |  |  |  |
| Voti non validi                                           | 28 362    | 0,64  |     |  |  |  |
| Votanti                                                   | 4 465 168 | 69,83 |     |  |  |  |
| Elettori                                                  | 6 394 030 |       |     |  |  |  |

| Riepilogo dei seggi | Riepilogo dei seggi | Riepilogo dei seggi | Riepilogo dei seggi | Riepilogo dei seggi | Riepilogo dei seggi | Riepilogo dei seggi |
| ------------------- | ------------------- | ------------------- | ------------------- | ------------------- | ------------------- | ------------------- |
|                     |                     |                     |                     |                     |                     |                     |
| Hadash              | 5                   | ▲ 1                 |                     | Balad               | 3                   | ▲ 1                 |
| Ta'al               | 2                   | ━                   |                     | Lista Araba Unita   | 3                   | ▲ 1                 |
| Laburisti           | 5                   | ▼ 1                 |                     | Gesher              | 1                   | ▲ 1                 |
| Meretz              | 3                   | ▼ 1                 |                     | YD                  | 1                   | Nuovo               |
| Movimento Verde     | 1                   | ▲ 1                 |                     | Blu e Bianco        | 33                  | ▼ 2                 |
| Israel Beitenu      | 8                   | ▲ 3                 |                     | Likud               | 32                  | ▼ 6                 |
| Yamina              | 7                   | ▲ 1                 |                     | Shas                | 9                   | ▲ 1                 |
| Yahadut HaTora      | 7                   | ▼ 1                 |                     |                     |                     |                     |

## Formazione del governo
I partiti arabi della Lista Comune, tranne i tre eletti di Balad, hanno dato indicazione per Gantz, specificando che si tratta di una tattica per evitare un nuovo governo guidato dal Likud. Di fronte alla mancanza di una maggioranza chiara, il Presidente Reuven Rivlin ha conferito l'incarico di formare il nuovo governo a Netanyahu, sostenendo pubblicamente la necessità di un governo di unità nazionale fra il Likud e Blu e Bianco.
Il 21 ottobre, allo scadere dei 28 giorni massimi per la formazione di un governo, Netanyahu ha comunicato al Presidente Rivlin di non essere riuscito a concludere un accordo. Il Presidente ha conferito l'incarico a Gantz che a sua volta non riesce a formare un governo e rimette il mandato lasciando così Netanyahu capo del governo a interim nell'attesa della formazione di un nuovo governo o dell'indizione delle elezioni.